# Marie-Félicité Brosset
Marie-Félicité Brosset (París, 24 de enero de 1802-Châtellerault, 3 de septiembre de 1880) fue un escritor, arqueólogo e historiador orientalista francés.

## Biografía
Marie-Félicité Brosset nació en París, en el seno de la familia de un pobre comerciante que falleció poco después de su llegada.

### Primeros años y primeras obras
Su madre lo destinó a la Iglesia. Asistió a seminarios teológicos en Orleans, donde estudió griego, latín, hebreo y árabe.
De vuelta en París, asistió a las charlas sobre idiomas que daban en el Collège de France Carl Benedict Hase, Antoine Isaac Silvestre de Sacy y Jean-Pierre Abel-Rémusat. Fue seleccionado para acceder a la Société Asiatique en 1825. Finalmente, «tras cuatro años de incesante esfuerzo —como apunta su hijo Laurent—, se rindió de repente» y quemó todo aquel material que tanto le había costado elaborar.
A partir de 1826 se dedicó en exclusiva a los idiomas, historia y cultura armenio y georgiano. Había encontrado su verdadera vocación. Sin embargo, los libros, profesores y documentos al respecto eran escasos. Antoine-Jean Saint-Martin lo ayudó con el armenio. En lo concerniente al georgiano, se vio obligado a crear su propio diccionario a partir de la traducción a ese idioma de la Biblia, que era bastante respetuosa con el texto en griego.

### Rusia
El conde Serguéi Uvárov, presidente de la Academia Imperial de Ciencias de Rusia, lo invitó a San Petersburgo en 1837 y fue elegido miembro un año más tarde. Viajó al Cáucaso entre 1847 y 1948, donde tradujo y comentó a todos los cronistas medievales y modernos georgianos y los publicó en siete volúmenes, tarea que le llevó nueve años, desde 1849 hasta 1858. Su gran obra, Histoire de la Géorgie, mantuvo su autoridad durante varios años. También publicó la correspondencia que los zares y los reyes de Georgia habían mantenido entre 1639 y 1770.
Dedicó el periodo comprendido entre 1861 y 1868 a una serie de publicaciones sobre historiadores armenios. En total, Brosset escribió más de 250 obras sobre la historia y la cultura georgianas y armenias.
Partió de Rusia en mayo de 1880 y se retiró a casa de su hija, en Châtellerault. Allí falleció meses después, el 3 de septiembre.

### Citas
1. ↑  Marie-Félicité Brosset (1802-1880). Biblioteca Nacional de Francia. Consultado el 27 de julio de 2018.